# Tsenymeer
Het Tsenymeer (Frans: Lac Tseny) is een meer in Madagaskar, gelegen in de regio Sofia.